# Bürger Dezső
Bürger Dezső írói álneve. B. B. Desider (Marosvásárhely, 1881. szeptember 13. – 1944. deportálásban) magyar vegyészeti szakíró.

## Életútja
Tanulmányokat folytatott Budapesten és Charlottenburgban, Marosvásárhelyen kísérleti laboratóriumot létesített. 1925-ben Tudomány és haladás címmel természettudományi szakfolyóiratot indított Marosvásárhelyen, ugyanitt műszaki kört szervezett, a Munkás Szabadegyetemen s a KZST ülésein számos előadást tartott. Több mint 200 cikke és tudományos, jellegű írása jelent meg a korabeli napilapokban és folyóiratokban. Nagyobb terjedelmű munkáit, így Spectrum (Budapest, 1932) és A gyógyüzlet (Marosvásárhely, 1940) című közgazdasági tanulmányköteteit B. B. Desider álnév alatt jelentette meg. Kéziratban maradt Ópium című regénye, melynek témáját az 1930-as években tett palesztinai útja élményeiből merítette.